# Lionel-Groulx
Lionel-Groulx – stacja węzłowa metra w Montrealu, na linii zielonej oraz pomarańczowej. Obsługiwana przez Société de transport de Montréal (STM). Znajduje się w Saint-Henri, w dzielnicy Le Sud-Ouest.